# Jolán Földes
Pour les articles homonymes, voir Foldes.
Dans le nom hongrois Földes Jolán, le nom de famille précède le prénom, mais cet article utilise l’ordre habituel en français Jolán Földes, où le prénom précède le nom.
Jolán Földes (Yolande Foldes ou Yolande Clarent), née le 20 décembre 1902 à Kenderes et morte le 12 octobre 1963 à Londres, est une écrivaine hongroise. Son roman le plus célèbre est La Rue du Chat-qui-Pêche (A halászó macska uccája), paru en 1936.

## Biographie
Jolán Földes obtient un diplôme à Budapest en 1921, puis part pour Vienne avant de s'installer à Paris, où elle fréquente la Faculté de Lettres tout en travaillant comme ouvrière et employée. Son premier roman, Mária jól érett (1932) est un succès littéraire en Hongrie et remporte le prix Mikszáth.
Sa comédie Majd a Vica (1933), écrite avec Pál Vajda, est présentée au prestigieux Nouveau Théâtre national.
Son roman A halászó macska utcája (La Rue du Chat-qui-Pêche), qui raconte la vie difficile d'une famille d'émigrants hongrois de la classe ouvrière à Paris après la Première Guerre mondiale, remporte en 1936 le Grand Prix international du roman du Pinter Publishing Ltd (Londres). Le titre se réfère au nom de la rue la plus étroite de Paris, la rue du Chat-qui-Pêche. Le roman a été traduit dans douze langues européennes.
En 1941, Jolán Földes émigre à Londres et ses dernières œuvres sont écrites en anglais.
L'intrigue du roman Pile ou Face, originellement paru en hongrois sous le titre Fej vagy írás (1937) et en anglais sous le titre  Interlude, se situe en Égypte au temps de la guerre d'Espagne.
Du roman La Tzigane et le Colonel (Golden Earrings, 1945) est tiré en 1947 le film Les Anneaux d'or (Golden Earrings), réalisé par Mitchell Leisen, avec Marlene Dietrich et Ray Milland. Le roman, écrit originellement en anglais, est traduit en hongrois en 1946 sous le titre Aranyfülbevaló.
Jolán Földes est une auteure populaire de l'entre-deux-guerres. Ses romans, qui ne manquent pas d'humour, a amené les critiques littéraires à la considérer comme un auteur léger. Seul La Rue du Chat-qui-Pêche est considéré comme une importante réussite littéraire. Le roman a été republié en Hongrie en 1989.

## Œuvres

### en hongrois
- Mária jól érett (1932) Publié en français sous le titre Il était une lycéenne..., traduit pas Flora Ronai, Paris, éditions de France, 1937 (BNF 32114057)
- Majd a Vica (1933)
- Ági nem emlékszik semmire (1933)
- Férjhez megyek (1935) Publié en français sous le titre Je me marie, traduit par Flora Ronai, Paris, éditions de France, 1938 (BNF 32114058)
- A halászó macska uccája (1936) Publié en français sous le titre La Rue du Chat-qui-Pêche, traduit par Denise Van Moppès, Paris, Albin Michel, 1937 (BNF 35471400) ; réédition, Paris, LGF, coll. « Le Livre de poche » no 254-255, 1957 (BNF 32114055) ; réédition, Verviers, Gérard et Cie, coll. « Marabout » no 112, 1958 (BNF 32114056) ; réédition, Neuilly, In Fine, coll. « Domaine hongrois », 1992  (ISBN 2-84046-004-1)
- Péter nem veszti el a fejét (1937)
- Fej vagy írás (1937) Publié en français sous le titre Pile ou Face, traduit par Denise Van Moppès, Paris, Albin Michel, 1938 (BNF 32114059)
- Más világrész (1937)

### en anglais
- Golden Earrings (1945) Publié en français sous le titre La Tzigane et le Colonel, traduit pas Eugène Wolfers, Paris, éditions Lumière, 1947 (BNF 32114062)
- Prelude to Love
- Shadows on the Mirror
- Moving Freely (1947) Publié en français sous le titre Exilés, Paris, éditions Lumière, 1947 (BNF 35979886)
- Mind Your Own Murder (1948) Publié en français sous le titre Chacun son crime, traduit par Denise Van Moppès, Paris, Albin Michel, 1949 (BNF 32114051)

### en français
- Le Plaisir des femmes (anthologie de nouvelles publiée uniquement en France), traduit par Flora Ronai, Paris, éditions de France, 1939 (BNF 32114060)